# Allens mierpitta
De Allens mierpitta (Grallaria alleni) is een zangvogel uit de familie Grallariidae (mierpitta's). Deze vogel is genoemd naar zijn ontdekker, de Amerikaanse ornitholoog Arthur A. Allen (1885-1964).

## Verspreiding en leefgebied
Deze soort komt voor in Colombia en Ecuador en telt twee ondersoorten:
- G. a. alleni: westelijk Colombia.
- G. a. andaquiensis: zuidelijk Colombia en noordelijk Ecuador.

## Status
De grootte van de populatie wordt geschat op 1500-7000 volwassen vogels. Het verspreidingsgebied is klein en versnipperd en de aantallen gaan achteruit. Op de Rode lijst van de IUCN heeft deze soort daarom de status kwetsbaar.